# Wegekapelle Jan-van-Werth-Straße

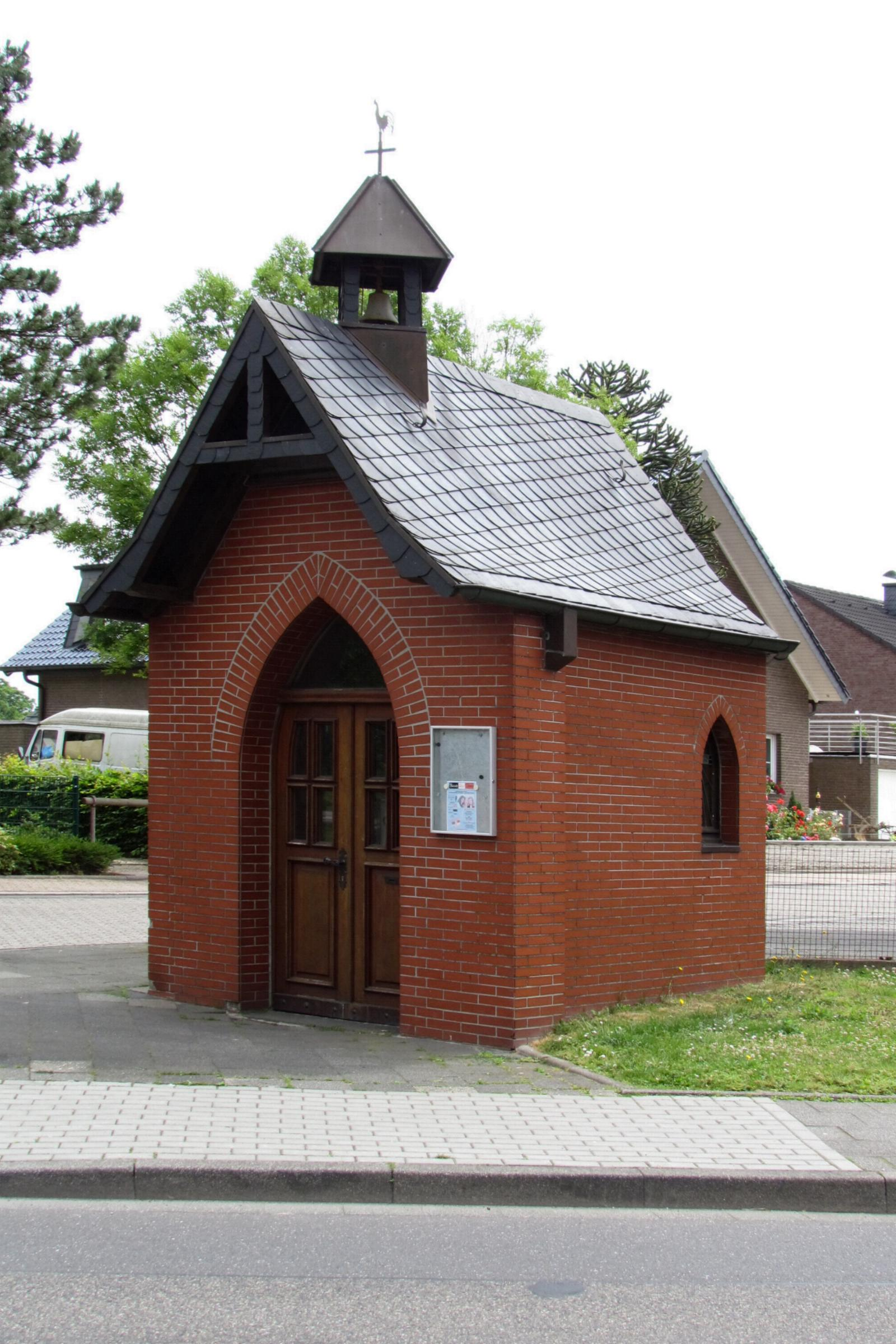
Wegekapelle

Die Wegekapelle Jan-van-Werth-Straße steht an der Ecke Nordstraße im Stadtteil Kleinenbroich in Korschenbroich  im Rhein-Kreis Neuss in Nordrhein-Westfalen.
Das Gebäude wurde 1888 erbaut und unter Nr. 046 am 11. September 1985 in die Liste der Baudenkmäler in Korschenbroich eingetragen.

## Architektur
Es handelt sich um eine einschiffige Backsteinkapelle mit dreiseitiger Apsis und Spitzbogentür. Im Innern befindet sich eine Holzpieta. Das Bauwerk wurde stark modernisiert.